# Ouroux-en-Morvan

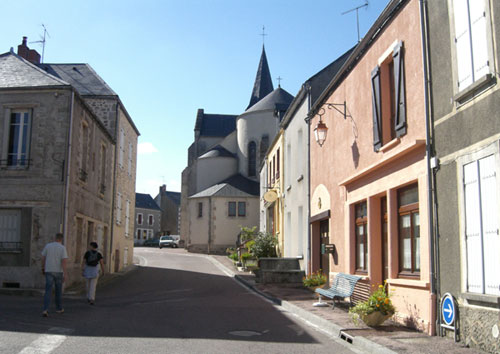
Straat in Ouroux-en-Morvan

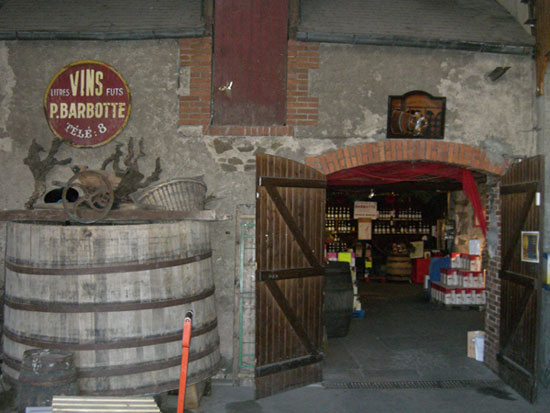
Wijnproeverij in Ouroux en Morvan

Ouroux-en-Morvan is een gemeente in het Franse departement Nièvre (regio Bourgogne-Franche-Comté) en telt 601 inwoners (2018). De plaats maakt deel uit van het arrondissement Château-Chinon (Ville). Het is een klein plaatsje tussen het Lac de Pannecière en het Lac des Settons.

## Geografie
De oppervlakte van Ouroux-en-Morvan bedraagt 59,9 km² en de bevolkingsdichtheid is 10,8 inwoners per km².
De onderstaande kaart toont de ligging van Ouroux-en-Morvan met de belangrijkste infrastructuur en aangrenzende gemeenten.

## Geschiedenis
Het dorp kent een lange geschiedenis. Ouroux is al zeer vroeg bewoond geweest door de Kelten (Gaulois), die op die manier het kamp van de Loutière hebben gecreëerd (in de richting van het gehucht Montpensy), verdedigd door een systeem van monumentale ingravingen die nog steeds een historisch enigma vormen. Zelfs waren er sommigen die het idee naar voren brachten dat het de Romeinen waren die aan de oorsprong van deze ingravingen stonden om deze als wateropvang voor mens en dier te gebruiken. Anderen denken dat het oude goudmijnen betreft.
Menselijke aanwezigheid in de Gallo-Romeinse tijd wordt bewezen door de aanwezigheid van funderingen van stenen muren en van potten. Dit is ook het tijdperk van de communicaties via de Romeinse wegen en met name de weg die Autun en Orléans verbond en die door Ouroux liep. Zo zou het dorp zijn naam hebben gekregen vanuit «Horroez» van «Horreum», een pakhuis. Vergelijk de Latijnse naam: «Oratorium in Morvento» dat van oratorium komt ("plaats van gebed").
Op de ruïnes van het horreum werd een heilige plaats opgesteld, een oratorium: een kapel gewijd aan de heilige Georgius (bekend in de 9e eeuw). Het standbeeld van Sint Georgius stond in de parochiekerk boven het altaar. De kerk van Ouroux herbergde ook de relikwieën van Sint Barnabas en Sint Clemens. Dit trok steeds groepen van gelovigen en er ontstond een commerciële activiteit met beurzen die dezelfde naam hadden van de 17e eeuw tot het midden van de 20e eeuw.
Onder het oude regime was Ouroux het hoofd van een belangrijk heerschap, gekoppeld aan Château-Chinon. Er bestond toen een particuliere landeigenaar waar het dorp en de parochie van het zogenoemde Ouroux bij hoorde, die van Planchez, van Fretoy en gedeeltelijk van Montsauche en waarvan de aantrek ging tot aan Saint-Pierre-Le-Moutier. De officieren waren dezelfde als van de landeigenaren van Château-Chinon. Zoals in veel parochies, maakten families zich vrij, maar de meesten bleven solidair en ondergeschikt tegenover de burggraaf van Château-Chinon waarvan het landgoed in Ouroux, volgens de traditie zou zijn geweest ter plaatse genaamd «Le Château des Dames». Dicht bij het dorp is een groot meer dat vroeger (rond 1353) eigendom was van de Abdij van Rigny.
In 1870 is een groot gedeelte van het dorp Ouroux en de kerk afgebrand. De rietendaken van toen vergemakkelijkten de vuurravages. De nieuwe kerk werd gebouwd tussen 1875 en 1878 in neoromaanse stijl, met drie kerkschepen. Enkele jaren daarvoor, om precies te zijn op 19 juli 1863, brandde Savault ook af. Dit grote dorp (sacra Vallis) heeft zijn naam gekregen door de vallei waarin het gebouwd is. Op een geïsoleerde bult die dit dorp domineert staat een kapel, heropgebouwd door de eeuwen heen, maar waarvan de herkomst tot de oudheid teruggaat. Savault is ook het thuisland van beeldhouwer Jean Gautherin die er op 19 december 1840 geboren werd. Zijn standbeelden worden teruggevonden in Parijs, Nevers en Kopenhagen.
Tijdens de Tweede Wereldoorlog was de Morvan met zijn geografische en administratieve karakteristieken een ideale vluchtregio, en zij herbergde een dertigtal maquisards. Ouroux-en-Morvan ontving de belangrijkste verzetsgroep van de Morvan, maquis Bernard. Deze werd opgericht in 1943 en was een van de oudste en de belangrijkste verzetsgroepen van de Morvan, zowel door zijn bemanning (1200 mannen begin september 1944) als door de aanwezigheid van de departementale chef staf van het nivernaise verzet en Engelse parachutisten van de Special Air Service (SAS). Deze verzetsgroep heeft het leven van een gehele regio gemarkeerd, met name door de steun die het ondervond bij een bevolking die bijzonder gemotiveerd was voor en trouw was aan haar zaak.
Deze verzetsgroep bevond zich in de bossen van de Coeuzon, dicht bij het meertje «de la Passée», op ongeveer zeven kilometer van Ouroux. Er is een toegang tot deze locatie, die een toeristische bezienswaardigheid is geworden, via een uitgezet wandelpad vanaf Ouroux, en die een ronde maakt. Dit wandelpad leidt naar het oude station van Coeuzon dat dienstdeed als gevangenis tijdens de bezetting, als heropbouw van verzetters hut, kamp van de SAS, hospik van het kamp en uiteindelijk is dit de plek waar de hinderlaag van 24 juni 1944 plaatsvond, om vervolgens Frans-Engelse begraafplaats te worden, waar 27 graven continu worden onderhouden en van bloemen voorzien. Vanaf mei 1944 is Ouroux-en-Morvan gedurende enkele weken préfecture van de Nièvre geweest, omdat de gemeente werd bevrijd voor de rest van het departement.
Tijdens de 20e eeuw telde de gemeente 2200 inwoners, een fabriek voor hoeden met grote randen, een dakpannenmaker, een treinrails genaamd «le Tacot» ; veel ondernemingen en handwerkers bepaalden het ritme van het lokale en commerciële leven.
Sinds het begin van de jaren 80, is er begonnen met een politiek voor het dynamiseren van de economie door het toerisme, en in het bijzonder het groene toerisme (aanleggen van looproutes, mountainbikeroutes, een tennisveld, visactiviteiten). Dit heeft de gemeente in 1991 in staat gesteld om het label van «Station Verte de Vacances» (Groene Vakantie Locatie) te behalen, om een groot aantal diensten en vrijetijdsactiviteiten te ontwikkelen en om haar commerciële pool van het westen van het kanton Montsauche-les-Settons te onderhouden. Sinds 2008 claimde Ouroux-en-Morvan de titel van het geografisch middelpunt van Europa. Ondertussen is dit door verandering van de structuur van Europa weer veranderd.

## Demografie
Onderstaande figuur toont het verloop van het inwonertal (bron: INSEE-tellingen).